# Garbin
Pour les articles homonymes, voir Garbin (homonymie).
Le garbin est un vent du sud-ouest, sur les côtes de la Méditerranée. Son nom viendrait de l'arabe (gharbi : "couchant" - "de l'ouest").
En Croatie, sur la côte adriatique, il s'agit d'un vent puissant mais de faible durée. Il est présent en Italie où les créateurs d'une voiture lui ont donné son nom : la Maserati Garbin.